# Adam Bal (zm. 1646)
Adam I Bal herbu Gozdawa (zm. w 1646 roku) – dworzanin królewski w 1633 roku, chorąży przemyski w latach 1635-1637, właściciel 25 majątków ziemskich. 
Syn Piotra i Jadwigi ze Szczekanowic. W 1641 r. poślubił Reginę Konstancję, córkę Samuela Słupeckiego, kasztelana radomskiego. 
Poseł na sejm koronacyjny 1633 roku, sejm zwyczajny 1635 roku, sejm zwyczajny 1637 roku, sejm 1641 roku.
Poseł sejmiku wiszeńskiego na sejmy ekstraordynaryjne w 1634, 1635, 1637 i 1642 roku.
W roku 1634 uzyskał od króla Władysława IV prawa miejskie dla Baligrodu, Był również właścicielem Jaćmierza i Łopianki a oprócz tego 23 innych dóbr ziemskich. 
Miał syna Aleksandra Bala (zm. ok. 1665), który po nim odziedziczył wspomniane dobra ziemskie. Po śmierci Aleksandra Bala, dobra te w 1647 r. przejął jego stryj Stefan Bal, chorąży przemyski i podkomorzy sanocki.